# Кордильєра-Орієнталь (Колумбія)
Кордильєра-Орієнталь (ісп. Cordillera Oriental — «Східний хребет») — одна з трьох великих гілок, на які розпадаються Анди на території Колумбії (інші: Кордильєра-Оксиденталь, Кордильєра-Сентраль), що простягається з півдня на північ від Нудо-де-Альмаґер в департаменті Каука до Серранія-дель-Періха в департаменті Ла-Ґуахіра.
Західна частина хребта відноситься до басейну річки Маґдалена, а східна — до басейнів річок Амазонки, Оріноко і Кататумбо. В межах хребта виділяються формації Альтіплано-Кудібоякенсе і Сьєрра-Невада-дель-Кокуй.
На території хребта знаходяться департаменти Кундинамарка, Бояка, Сантандер і Норте-де-Сантандер та значні ділянки департаментів Уїла, Толіма, Сесар і Ла-Ґуахіра.
| Колумбія | Це незавершена стаття з географії Колумбії. Ви можете допомогти проєкту, виправивши або дописавши її. |